# Sand Patch Grade

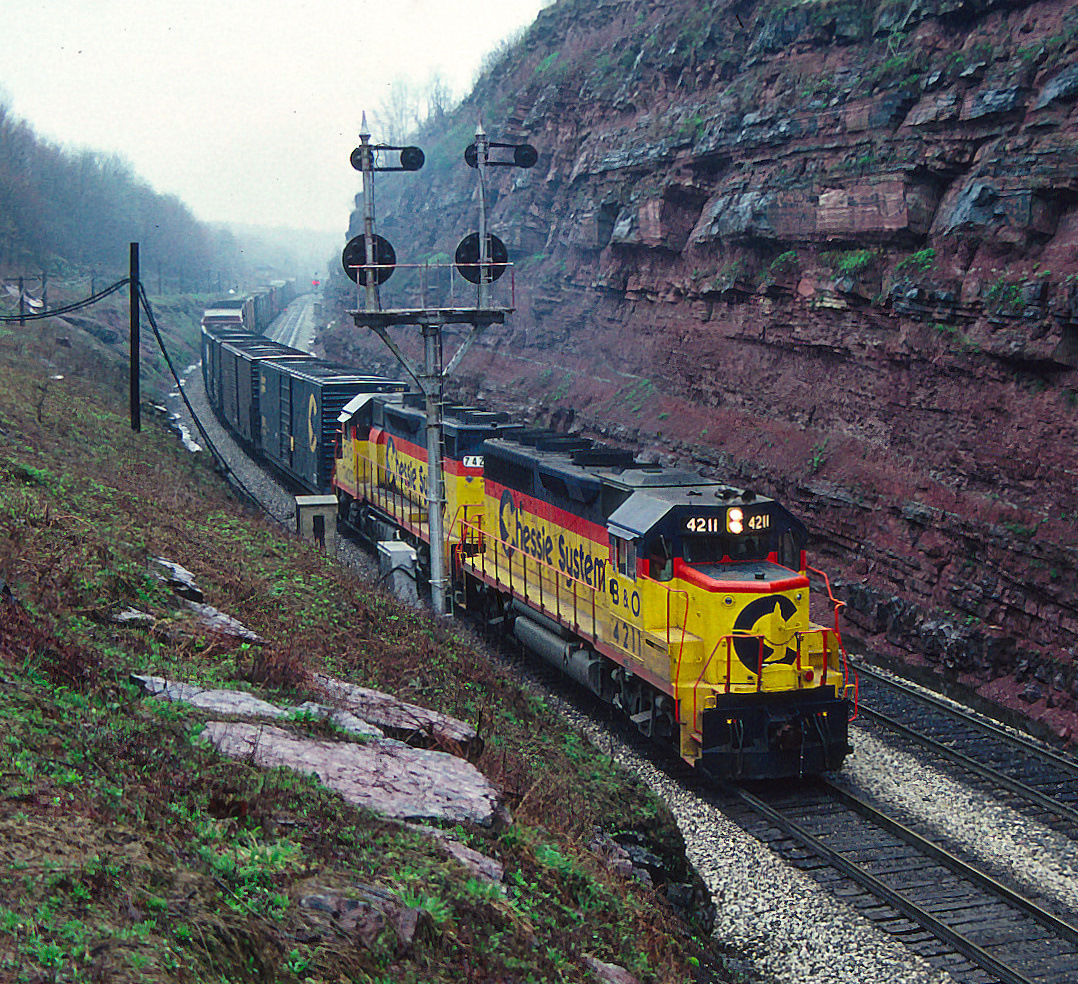
1987 fährt ein B&O (Chessie System) EMD GP40-2 in den Sand Patch Tunnel Richtung Osten ein.

Die Sand Patch Grade ist ein etwa 160 km (100 Meilen) langer Abschnitt der Eisenbahnstrecke Cumberland–McKeesport durch die Allegheny Mountains in den US-Bundesstaaten Pennsylvania und Maryland, der für seine steilen Gefälle und Kurven bekannt ist. Mit einem Gefälle von über 300 m (1000 Fuß) in etwa 32 km (20 Meilen) und Steigungen von bis zu 2 % ist die Sand Patch Grade einer der steilsten Bahnstreckenabschnitte an der Ostküste der Vereinigten Staaten.
Die Sand Patch Grade wurde ursprünglich von der Pittsburgh and Connelsville Railroad (P&C) gebaut, die Pittsburgh, McKeesport und Connellsville verband. 1853 wurde eine Erweiterung nach Cumberland genehmigt. Diese erforderte eine Überquerung des Allegheny-Gebirges durch einen 1456 m langen Tunnel, der zwischen 1854 und 1871 gebaut wurde. Damals war dieses Projekt einer der längsten Tunnel in den Vereinigten Staaten. Er war für zwei Gleise geplant, aber aufgrund des schwierigen Geländes und der uneinheitlichen Geologie wurde der Plan auf ein Gleis geändert. Die Arbeiten am Tunnel waren mit Problemen behaftet – Veruntreuung, Konkurs des Bauunternehmers, Bürgerkrieg und politische Kämpfe – so dass am Tunnel nur während 8 der 17 Jahre, die er sich technisch im Bau befand, wirklich gebaut wurde. Die Belüftung des Tunnels war ein Problem; vier vertikale Schächte waren während der Bauarbeiten gebohrt worden, drei wurden fertiggestellt, um die Luftzirkulation zu gewährleisten.
Um 1900 erforderte der rasant ansteigende Verkehr auf der Strecke einen Tunnel mit höherer Kapazität. Zwischen 1911 und 1913 wurde daher ein neuer, 1364 m (4475 Fuß) langer, zweigleisiger Tunnel mit geringerer Steigung und verbesserter Ausrichtung gebaut. Er verfügt über zwei mit Beton ausgekleidete vertikale Lüftungsschächte zur Luftzufuhr. Der ursprüngliche eingleisige Tunnel wurde nach der Fertigstellung des zweigleisigen Tunnels noch eine Zeit lang beibehalten, so dass an diesem Punkt der Strecke vorübergehend drei Gleise zur Verfügung standen. Der alte Tunnel wurde 1917 aufgegeben und ist heute überflutet und stellenweise eingestürzt.
Im Jahr 2001 wurde das Stellwerk SA Tower in der Nähe des Westportals des Tunnels stillgelegt und abgerissen.
Die Strecke der P&C wurde schließlich die Pittsburgh Division der Baltimore & Ohio Railroad (B&O), die 1972 Bestandteil des Chessie-Systems wurde und 1987 in CSX aufgegangen ist. Die Strecke ist jetzt Teil der Keystone Subdivision, einer Ost-West-Hauptlinie, die von CSX Transportation betrieben wird. Fahrgäste können im Chicago-Washington-Zug von Amtrak, dem Capitol Limited, über Sand Patch Grade fahren.
Der Ort Mance an der Sand Patch Grade ist aufgrund der dort befindlichen Hufeisen-Kurve sowie der Kulisse eines alten Gemischtwarenladens und einer Baumschule ein beliebter Ort für Eisenbahnfans und Fotografen.